# Belisana fraser
Belisana fraser är en spindelart som beskrevs av Huber 2005. Belisana fraser ingår i släktet Belisana och familjen dallerspindlar. Inga underarter finns listade.